# Cornelis Dusseldorp
Cornelis Dusseldorp (Gombong, 28 juni 1908 – Luton, 11 maart 1990) was een Nederlands roeier. Hij nam eenmaal deel aan de Olympische Spelen, maar won bij die gelegenheid geen medaille.
Op de Olympische Spelen van 1928 in Amsterdam maakte hij op 19-jarige leeftijd zijn olympisch debuut bij het roeien op het onderdeel twee met stuurman. De roeiwedstrijden vonden plaats op de Ringvaart bij Sloten, omdat de Amstel was afgekeurd door de Internationale Roeibond FISA. De wedstrijdbaan van 2000 m was vrij smal en hierdoor was het olympische programma verlengd. Totaal was er 3000m rechte baan beschikbaar, zodat ook extra oefenwater beschikbaar was. In de eerste ronde verloren ze van België. De boot sloeg om en ze waren hiermee gelijk uitgeschakeld.
In zijn actieve tijd was hij aangesloten bij DSRV Laga in Delft en RV Willem III in Amsterdam.

## Palmares
- 1928: tweede ronde OS - 6.59,0

Tjapko van Bergen · 
Cornelis Dusseldorp · 
Hendrik Smits (stuurman)